# Campo de concentración de Ravensbrück
Ravensbrück fue un campo de concentración nazi exclusivamente para mujeres de 1939 a 1945, ubicado en el norte de Alemania, a 90 kilómetros (56 millas) al norte de Berlín en un sitio cerca del pueblo de Ravensbrück (parte de Fürstenberg/Havel).En el sistema de campos de concentración, ocupaba el segundo lugar en tamaño después del campo de mujeres de Auschwitz-Birkenau (que estaba en la Polonia anexada a Alemania).

## Prisioneras
El grupo nacional más grande consistió en 40 000 mujeres polacas. Otros incluyeron 26 000 mujeres judías de varios países: 18 800 rusas, 8000 francesas y 1000 neerlandesas. Más del 80 % eran presas políticas. Entre estas últimas, se calcula que pasaron por Ravensbrück entre 150 y 200 exiliadas españolas. Muchos prisioneros de trabajo esclavo fueron empleados por Siemens AG. De 1942 a 1945, se llevaron a cabo experimentos médicos para evaluar la efectividad de las sulfonamidas.

## Comandantes
- Günther Tamaschke (mayo de 1939 a agosto de 1939)
- Max Koegel (enero de 1940 a agosto de 1942)
- Fritz Suhren (agosto de 1942 a abril de 1945)

## Experimentos médicos nazis

### Experimentos sobre sulfamida
Desde julio de 1942 hasta septiembre de 1943, se realizaron experimentos en Ravensbrück para investigar la efectividad de la sulfamida, un agente sintético antimicrobiano. Las prisioneras eran infectadas con bacterias o neurotoxinas, tales como Streptococcus, Clostridium perfringens (que ocasiona la gangrena gaseosa) y Clostridium tetani (que provoca el tétanos). La circulación de la sangre era interrumpida al tapar los vasos sanguíneos en ambos extremos de la herida y crear una condición similar a la de una herida en el campo de batalla. La infección era agravada al introducir virutas de madera y vidrio en las heridas. La infección era tratada con sulfamida y otros medicamentos en prueba para determinar su efectividad.

## Sección masculina
En la primavera de 1941, las SS establecieron un pequeño campamento adyacente para hombres internos, que construyeron y administraron las cámaras de gas del campo en 1944. De unas 130 000 prisioneras que pasaron por el campo de Ravensbrück, unas 50 000 perecieron, unas 2200 fueron asesinadas en las cámaras de gas y 15000 sobrevivieron hasta la liberación.
En 1942 se añadió el "Campamento de protección juvenil de Uckermark".

## Memoria
- El documental "Mujeres de Ravensbrück" ("Женщины из Равенсбрюка", URSS, 1986, director B. V. Kustov, blanco y negro) - recuerdos de mujeres prisioneras[12]